# Wiechlina badeńska
Wiechlina badeńska (Poa badensis Haenke ex Willd.) – gatunek rośliny wieloletniej z rodziny wiechlinowatych (Poaceae). Występuje w południowej i środkowej Europie od Francji i Niemiec po Bułgarię i Rumunię oraz w południowo-zachodniej Azji w rejonie Kaukazu i Iranu.

## Morfologia

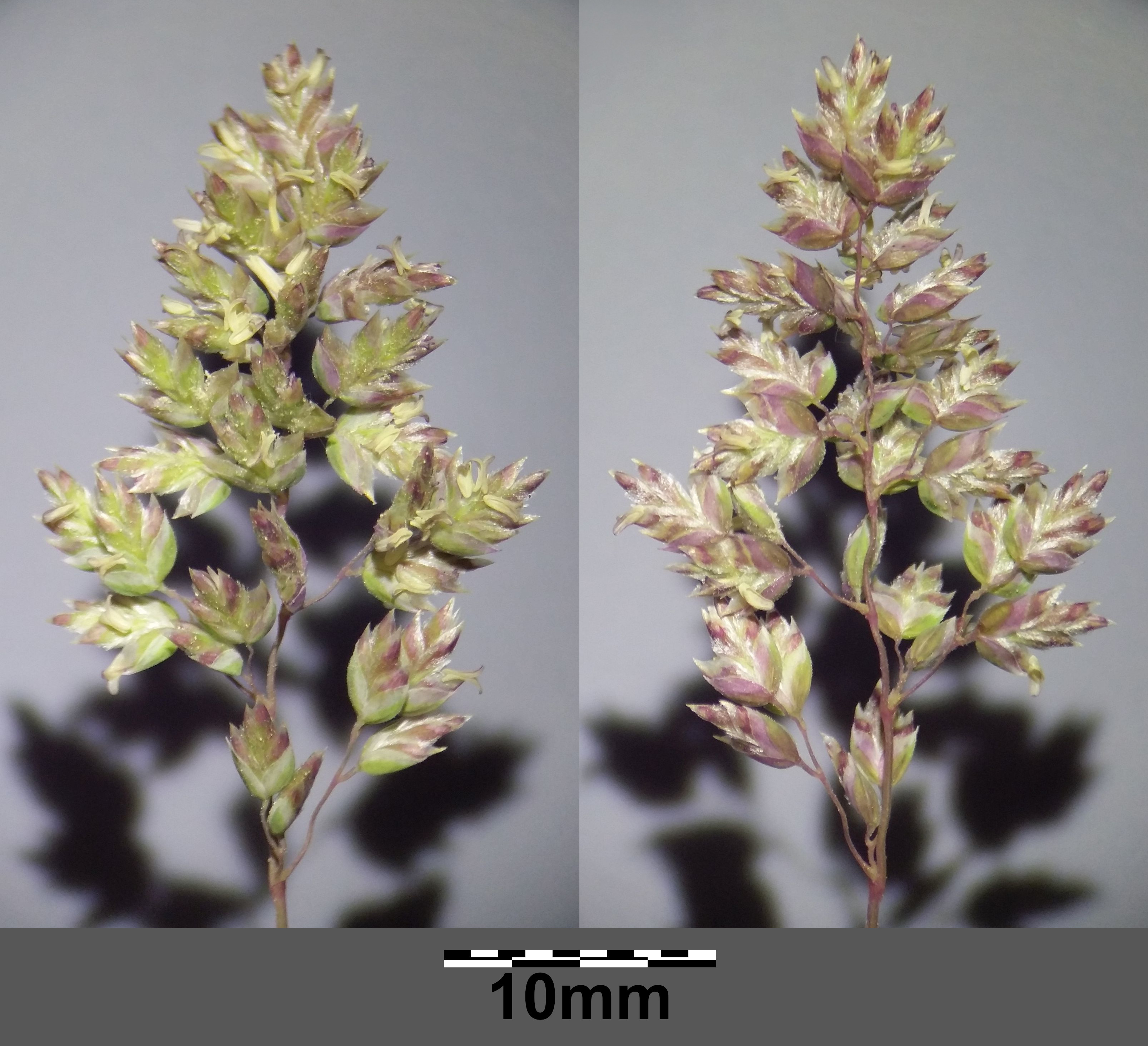
Kwiatostan

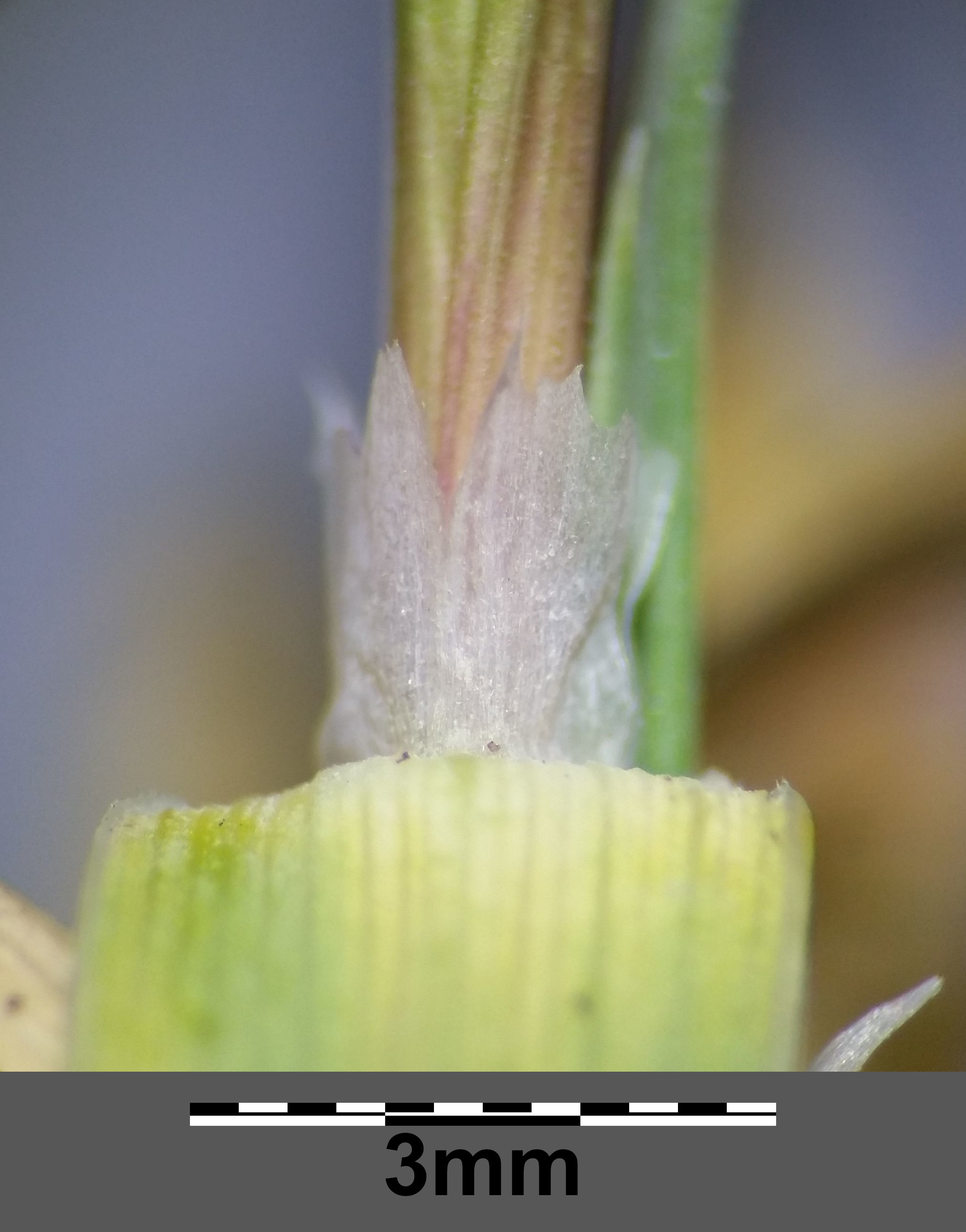
Języczek liściowy

PokrójŹdźbła o długości do 40 cm. Trawa kępkowa, niebieskawo-szarozielona, często o walcowato zgrubiałej podstawie źdźbła (pozostałości starych pochew liściowych).
LiścieSzerokości do 3 mm, wąski, białawy brzeg chrząstkowy, krótko zaostrzone. Najwyższy liść pędowy z krótszą blaszką i słabo rozdętą, dłuższą pochwą liściową. Języczki liściowe długie, do 6 mm, zaostrzone.
KwiatostanW postaci gęstokwiatowej wiechy. Kłoski owalne, ścieśnione, dwusieczne (wyraźnie grzbieciste plewy). Kwitnie od maja do sierpnia.

## Ekologia
Roślina występuje na suchych glebach zasadowych, w murawach naskalnych.